# Dolomitenmann
Der Dolomitenmann ist ein seit 1988 jährlich Anfang September stattfindender Mehrkampf-Staffelwettbewerb in Lienz/Osttirol. Seit 1997 ist Red Bull Hauptsponsor der Veranstaltung, welche nunmehr als Red Bull Dolomitenmann bekannt ist. Der Veranstalter bewirbt den Lauf als „Der härteste Teambewerb der Welt“.
Urheber des Sportereignisses ist der ehemalige alpine Skirennläufer Werner Grissmann. Der Name leitet sich von der Gebirgskette der Dolomiten bei Lienz ab.

## Disziplinen und Teilnehmer
Der jährlich im September stattfindende Wettbewerb besteht aus folgenden Disziplinen:
 Berglauf
 Paragleiten
 Mountainbiken
 Kanuslalom (wird vom Veranstalter Wildwasserkajak genannt)
Der Wettbewerb stand bis einschließlich 2022 nur männlichen Athleten offen.
Dies begründete der Organisator Werner Grissmann damit, Frauen schützen zu wollen, da der Wettbewerb für „die Härtesten unter der Sonne konzipiert“ sei, er „Frauen nicht so leiden sehen“ wolle und es „nicht mit ihrer Ästhetik vereinbar“ sei. 2017 stand erstmals ein Nebenwettbewerb auch für Frauen offen.
Seit 2023 steht die Anmeldung für den Bewerb selbst auch weiblichen Teilnehmern frei. Der Name sollte jedoch unverändert bestehen bleiben, da es sich um die Marke „Dolomitenmann“ handelt, vergleichbar mit den Ironman-Bewerben.

## Ablauf
* Stand 2024

Die Bergläufer starten um 10:00 Uhr am Lienzer Hauptplatz (674 m ü. A.). Von dort laufen sie im Flachen nach Amlach. Es folgt im Goggsteig ein markanter, felsiger Anstieg bis zur Gogghütte (360 Höhenmeter auf 900 m Strecke). Nach einer 2 km langen, ebeneren Passage kommt der Einstieg in das Hallebachtal (1374 m). Ziel der Bergläufer ist das Kühbodentörl auf 2441 m.
Nach dem Abschlag durch den Bergläufer läuft der Paragleiter zunächst – mit noch eingepacktem Schirm – zum Startplatz. Beim ersten Flug muss ein Pylon korrekt umflogen werden. Dann erfolgt die Zwischenlandung am Taxer Moos auf der Moosalm (1000 m ü. A.). Von dort muss – mit geschultertem Schirm – der Aufstieg zum „Damenstart“ (1120 m ü. A.) zurückgelegt und der zweite Flug in das Dolomitenstadion in Lienz (674 m ü. A.) absolviert werden. Nach einer halben Stadionrunde ist das Ziel des Paragleiters erreicht.
Nach der Übergabe an den Mountainbiker führt der Weg erneut an der Moosalm vorbei zur Hochsteinhütte (2057 m ü. A.). Dabei muss das Mountainbike mehrmals geschultert werden, bevor über die Moosalm zur Übergabe in der Glanzer Schottergrube abgefahren wird.
Der Kajaker muss den obligatorische „Alpinstart“ absolvieren: Aus rund sieben Metern Höhe fällt er dabei im Kajak sitzend in den Fluss Isel. Darauf folgt eine Regatta über 6 km bei der diverse Aufwärtszonen, Flussquerungen und eine verpflichtende 360 Grad Eskimorolle bewältigt werden müssen. Nach dem Ausstieg bei der Fischwirtsbrücke erfolgt ein letzter Sprint mit dem gesamten Equipment zum Ziel am Lienzer Hauptplatz.
Jede Disziplin ist dabei dahingehend angepasst, so dass sie nicht mit üblichen Wettbewerben der jeweiligen Disziplin vergleichbar ist:
- die Berglauf-Strecke ist zum Teil so steil, dass Leitern eingesetzt werden müssen
- das Schultern des Schirmes ist bei anderen Hike-and-Fly-Wettbewerben nicht üblich
- der Kajaker hat eine unüblich lange Strecke zu bewältigen, auf der das Kajak zwischenzeitlich getragen werden muss
- die Mountainbike-Strecke ist teilweise so steil, dass das Rad getragen werden muss

## Ausrüstung

### Berglauf
Für den Berglauf gibt es keine Einschränkung bezüglich der Ausrüstung.

### Paragleiten
Beim Paragleiten gab es die größten technischen Änderungen seit Beginn des Wettbewerbes: Mit den Schirmen, die bei der ersten Austragung verwendet wurden, wäre die Talquerung der heutigen Strecke nur bei idealen Bedingungen machbar. Demgegenüber werden bei den aktuellen Austragungen meist Miniwings verwendet, da man mit einem regulären Schirm den Zwischenlandepunkt zu hoch erreichen würde. Außerdem sind diese schneller.
Zudem sind inzwischen nur noch Seriengeräte bis EN D zugelassen. Auch die Gurtzeuge müssen nach LTF zugelassen sein und das Mitführen eines Rettungsfallschirmes wird inzwischen kontrolliert.

### Mountainbiken
Auch die verwendeten Mountainbikes haben sich seit der ersten Austragung stark verändert. In dieser Kategorie gibt es aber keine weiteren Einschränkungen bezüglich Material.

### Wildwasserkajak
Die verwendeten Kajak müssen durch den internationalen Kanuverbandes (ICF) zugelassen sein.

## Gewinner und Streckenverläufe
| #  | Datum         | Strecke                 | Gewinner Team                                                                                             | Zeit      | Bemerkung |
| -- | ------------- | ----------------------- | --- | --------- | --- |
| 1  | 11. Sep. 1988 | Goisele                 | Schlickermandln Nordtirol Florian Stern André Bucher Markus Dobesch Ernst Denifl                          | 3:25:47,6 | |
| 2  | 10. Sep. 1989 | Steiner Mandl           | Schlickermandln Florian Stern André Bucher Markus Dobesch Ernst Denifl                                    | 3:48:14,5 | |
| 3  | 9. Sep. 1990  | Steiner Mandl           | Hypobank Figaro Lienz Hansjörg Randl Walter Holzmüller Holger Kerbl Uli Mattersberger                     | 3:58:06,6 | Erstmalige Teilnahme eines Red Bull Teams. Team belegte Platz 2. |
| 4  | 1. Sep. 1991  | Steiner Mandl           | Red Bull Alois Stadlober Hansjörg Bachmayr Peter Winkler Manfred Kornelson                                | 4:13:39,2 | |
| 5  | 13. Sep. 1992 | Laserzwand              | Profi-Team Florian Stern André Bucher Alex Schimanofsky Jürgen Juen                                       | 4:05:03,3 | |
| 6  | 12. Sep. 1993 | Karlsbader Törl         | Warsteiner Team Helmut Schmuck David Perathoner Markus Gickler Gerhard Zadrobilek                         | 3:55:54,0 | |
| 7  | 10. Sep. 1994 | Kühboden Törl           | Red Bull Körper Florian Stern André Bucher Markus Dobesch Ernst Denifl                                    | 3:52:55,2 | |
| 8  | 9. Sep. 1995  | Steiner Mandl           | Red Bull 1 Peter Schatz Wendelin Ortner Kurt Pock Eckehard Dörschlag                                      | 3:33:05,9 | |
| 9  | 7. Sep. 1996  | Steiner Mandl           | Warsteiner Team Helmut Schmuck Mario Insam Thomas Becker Sigi Hochenwarter                                | 3:04:59,2 | Starker Schneefall über Nacht, 25 cm Pulverschnee am Zettersfeld. Zielankunft bei ca. −5 °C. Paragleitbewerb wurde abgesagt. |
| 10 | 6. Sep. 1997  | Hochstadl               | Red Bull Körper Markus Kröll Alfons Hörhagel Thomas Hilger Roland Stauder                                 | 3:35:09,1 | |
| 11 | 12. Sep. 1998 | Steiner Mandl           | Red Bull Geist Markus Kröll – (Absage) Thomas Hilger Roland Stauder                                       | 3:00:28,7 | Paragleitbewerb wurde wetterbedingt abgesagt. Im Gegensatz zu den anderen Absagen (1996 und 2007) scheinen die Paragleiter nicht auf der Ergebnisliste auf. |
| 12 | 11. Sep. 1999 | Steiner Mandl           | Red Bull Geist Markus Kröll Alfons Hörhagel Thomas Hilger Alessandro Fontana                              | 3:35:46,2 | |
| 13 | 9. Sep. 2000  | Steiner Mandl           | Red Bull Geist Markus Kröll Alfons Hörhagel Thomas Hilger Roland Stauder                                  | 3:36:04,1 | |
| 14 | 8. Sep. 2001  | Steiner Mandl           | Red Bull Geist Markus Kröll Alfons Hörhagel Thomas Hilger Roland Stauder                                  | 3:24:26,0 | |
| 15 | 7. Sep. 2002  | Kühboden Törl           | Red Bull Markus Kröll Wendelin Ortner Stefan Steinhöfer Roland Stauder                                    | 3:55:17,3 | 22 Teams auf der Warteliste |
| 16 | 6. Sep. 2003  | Kühboden Törl           | Skoda Auto Robert Krupicka Tomas Lednik Kamil Mruzek Jure Golčer                                          | 3:45:11,7 | 46 Teams auf der Warteliste |
| 17 | 11. Sep. 2004 | Kühboden Törl           | Leingruber Fighter Jonathan Wyatt Christian Amon Harald Hudetz Hanspeter Obwaller                         | 3:50:53,4 | 184 Teams auf der Warteliste |
| 18 | 10. Sep. 2005 | Kühboden Törl           | Leingruber Personal Jonathan Wyatt Christian Amon Herwig Natmessnig Alban Lakata                          | 3:53:36,3 | 208 Teams auf der Warteliste |
| 19 | 9. Sep. 2006  | Kühboden Törl           | Red Bull Markus Kröll Wendelin Ortner Harald Hudetz Roland Stauder                                        | 3:55:41,6 | 260 Teams auf der Warteliste |
| 20 | 8. Sep. 2007  | Kühboden Törl           | Kolland Top Sport – Kleine Zeitung Helmut Schiessl Christian Amon Herwig Natmessnig Alban Lakata          | 3:26:14,0 | 263 Teams auf der Warteliste. Paragleitbewerb musste wegen starken Windböen abgesagt werden. |
| 21 | 6. Sep. 2008  | Kühboden Törl           | Kolland Top Sport Jonathan Wyatt Christian Amon Herwig Natmessnig Alban Lakata                            | 3:00:17,2 | 272 Teams auf der Warteliste. Paragleitbewerb musste wegen starken Windböen auf der Moosalm gestartet werden. |
| 22 | 12. Sep. 2009 | Kühboden Törl           | Kolland Top Sport Jonathan Wyatt Christian Amon Herwig Natmessnig Alban Lakata                            | 3:54:46,1 | |
| 23 | 11. Sep. 2010 | Kühboden Törl           | Kolland Top Sport Jonathan Wyatt Christian Amon Marcel Potocny Christoph Soukup                           | 3:50:39,5 | |
| 24 | 10. Sep. 2011 | Kühboden Törl           | Robotunits Azarya Weldemariam Markus Prantl Gerhard Schmid Hannes Pallhuber                               | 3:55:01,7 | |
| 25 | 8. Sep. 2012  | Kühboden Törl           | Pure Encapsulations Team Azarya Weldemariam Markus Prantl Gerhard Schmid Hannes Pallhuber                 | 3:57:15,5 | |
| 26 | 7. Sep. 2013  | Kühboden Törl           | Kleine Zeitung Petro Mamu Jakob Herrmann Manuel Filzwieser Urs Huber                                      | 3:52:23,7 | |
| 27 | 6. Sep. 2014  | Kühboden Törl           | Adidas Outdoor Abraham Kidane-Habtom Jakob Herrmann Lukas Buchli Stephan Brodicky                         | 4:07:57,8 | Bewerbsreihenfolge geändert |
| 28 | 12. Sep. 2015 | Kühboden Törl           | Kleine Zeitung - Panaceo - Martini Sportswear Petro Mamu Lorenz Peer Kristián Hynek Manuel Filzwieser     | 4:07:57,7 | Paragleiter Übergabe im Dolomitenstadion in Lienz |
| 29 | 11. Sep. 2016 | Kühboden Törl           | Red Bull Anton Palzer Paul Guschlbauer Alban Lakata Harald Hudetz                                         | 4:07:25   | |
| 30 | 9. Sep. 2017  | Kühboden Törl           | Pure Encapsulations Philip Götsch Markus Prantl Tony Longo Gerhard Schmid                                 | 3:50:57   | Paragleit-Bewerb musste wetter-bedingt auf verkürzter Strecke durchgeführt werden Zwei Teams wurden nachträglich disqualifiziert |
| 31 | 8. Sep. 2018  | Kühboden Törl           | Kolland Topsport Professional Joseph Gray Chrigel Maurer Daniel Geismayr Lukáš Kubričan                   | 4:06:46   | |
| 32 | 7. Sep. 2019  | Kühboden Törl Hochstein | Kolland Topsport Professional Joseph Gray Chrigel Maurer Juri Ragnoli Lukáš Kubričan                      | 3:47:02   | Wetterbedingt musste die Berglauf-Strecke auf den Hochstein verlegt werden. Bei den Paragleitern wurde auf der Moosalm gestartet, und wie bisher bei verkürzter Strecke zum Damenstart gelaufen. Dann erfolgte ein kurzer Flug zurück zur Moosalm und nach einem zweiten Lauf zum Damenstart der reguläre Flug ins Dolomitenstadion.                                                             |
| 33 | 12. Sep. 2020 | Kühboden Törl           | Kolland Topsport Professional Rémi Bonnet Chrigel Maurer Juri Ragnoli Lukáš Kubričan                      | 4:21:27   | Aufgrund der COVID-19-Pandemie und der damit verbundenen Auflagen wurde die Strecke modifiziert, um Start und Zieleinlauf in das Dolomitenstadion zu verlegen. Daraus ergibt sich die neue Abfolge, dass der Mountainbiker an den Kajaker übergibt und dieser am Kosaken-Friedhof wieder zurück an den Mountainbiker, der dann eine zweite Sektion (ähnlich der traditionellen Route) bewältigt. |
| 34 | 11. Sep. 2021 | Kühboden Törl           | Kolland Topsport Professional Joseph Gray Chrigel Maurer Héctor Leonardo Páez Lukáš Kubričan              | 4:08:16   | |
| 35 | 10. Sep. 2022 | Kühboden Törl           | Kolland Topsport Professional Patrick Kipngeno Chrigel Maurer Héctor Leonardo Páez Lukáš Kubričan         | 4:06:08   | |
| 36 | 9. Sep. 2023  | Kühboden Törl           | Kolland Topsport Future Philemon Ombogo-Kiriago Martin Stofner Héctor Leonardo Páez Martin Unterthurner   | 4:06:22   | Erstmals sind Frauen startberechtigt. |
| 36 | 9. Sep. 2023  | Kühboden Törl           | Kolland Topsport Energy Andrea Mayr · Lisa Fässler · Lejla Njemčević · Anna Faber                         | 05:19:09  | Erstmals sind Frauen startberechtigt. |
| 37 | 7. Sep. 2024  | Kühboden Törl           | Kolland Topsport Future Richard Atuya Tobias Grossrubatscher Leonardo Paez-Leon Hannes Aigner             | 4:12:05   | Wegen der Hochwasser-Verbauung der Isel wird Kanuslalom-Strecke angepasst. Im Zuge dessen wurde auch das Reglement in diesem Bewerb überarbeitet. Erstmals starteten Mixed-Teams, nachdem 2023 erstmals Frauen-Teams startberechtigt waren. |
| 37 | 7. Sep. 2024  | Kühboden Törl           | Sport Auer 4 Angels Nina Engelhard · Elisabeth Kofler · Greta Seiwald · Sophia Schmid                     | 05:16:40  | Wegen der Hochwasser-Verbauung der Isel wird Kanuslalom-Strecke angepasst. Im Zuge dessen wurde auch das Reglement in diesem Bewerb überarbeitet. Erstmals starteten Mixed-Teams, nachdem 2023 erstmals Frauen-Teams startberechtigt waren. |
| 37 | 7. Sep. 2024  | Kühboden Törl           | Sport Auer 4 Angels (Mixed-Team) Alexander Hanreich · Felix Emmenegger · Alexander Doninger · Ana Steblaj | 05:23:51  | Wegen der Hochwasser-Verbauung der Isel wird Kanuslalom-Strecke angepasst. Im Zuge dessen wurde auch das Reglement in diesem Bewerb überarbeitet. Erstmals starteten Mixed-Teams, nachdem 2023 erstmals Frauen-Teams startberechtigt waren. |
| 38 | 6. Sep. 2025  | Kühboden Törl           | |           | |

| Legende                                              | Legende |
| Bedeutung                                            |         |
| ---------------------------------------------------- | ------- |
| Nicht in den Dolomiten ausgetragen                   |         |
| Paragleit-Bewerb abgesagt                            |         |
| Paragleit-Bewerb auf verkürzter/alternativer Strecke |         |

Der Schnellste eines jeden Teilwettbewerbes erhält eine, zur jeweiligen Disziplin gestaltete, Trophäe und darf den Titel Dolomitenmann tragen.
Bis 2019 wurden die Trophäen von Jos Pirkner gestaltet. 2020 übernahm der Lienzer Bildhauer Gerold Leitner die Gestaltung von Pirkner, der zu diesem Zeitpunkt bereits 92 Jahre alt war.

### Bisherige Sieger in den Einzeldisziplinen
| Jahr | Berglauf               | Paragleiten                          | Mountainbike           | Kanuslalom              |
| ---- | ---------------------- | ------------------------------------ | ---------------------- | ----------------------- |
| 1988 | Florian Stern          | André Bucher                         | Ernst Bucher           | Alexander Schimansky    |
| 1989 | Peter Pfitscher        | Peter Geg                            | Dörschlag Ekkehard     | Kurt Pock               |
| 1990 | Hansjörg Randl         | Walter Holzmüller                    | Uli Mattersberger      | Kurt Pock -2-           |
| 1991 | Peter Schatz           | Hansjörg Bachmayr                    | Manfred Kornelson      | Kurt Pock -3-           |
| 1992 | Helmut Schmuck         | André Bucher -2-                     | Hubert Pallhuber       | Alexander Kirn          |
| 1993 | Peter Schatz -2-       | David Perathoner                     | Gerhard Zadrobilek     | Kurt Pock -4-           |
| 1994 | Helmut Schmuck -2-     | Wendelin Ortner                      | Dörschlag Ekkehard -2- | Markus Gickler          |
| 1995 | Pio Tomaselli          | Alfons Hörhager                      | Thomas Ilg             | Thomas Becker           |
| 1996 | Helmut Schmuck -3-     | (abgesagt)                           | Roland Stauder         | Thomas Hilger           |
| 1997 | Helmut Schmuck -4-     | Wendelin Ortner -2-                  | Roland Stauder -2-     | Thomas Hilger -2-       |
| 1998 | Helmut Schmuck -5-     | (abgesagt)                           | Roland Stauder -3-     | Thomas Hilger -3-       |
| 1999 | Peter Schatz -3-       | Alfons Hörhager -2-                  | Roland Stauder -4-     | Thomas Hilger -4-       |
| 2000 | Robert Krupicka        | Alfons Hörhager -3-                  | Hannes Pallhuber       | Thomas Hilger -5-       |
| 2001 | Roman Skalsky          | Wendelin Ortner -3-                  | Roland Stauder -5-     | Thomas Hilger -6-       |
| 2002 | Markus Kröll           | Christian Amon                       | Roland Stauder -6-     | Gerhard Schmid          |
| 2003 | John Maluni            | Wendelin Ortner -4-                  | Jure Golčer            | Gerhard Schmid -2-      |
| 2004 | Jonathan Wyatt         | Wendelin Ortner -5-                  | Hannes Pallhuber -2-   | Harald Hudetz           |
| 2005 | Jonathan Wyatt -2-     | Christian Amon -2-                   | Roland Stauder -7-     | Gerhard Schmid -3-      |
| 2006 | Jiri Magal             | Wendelin Ortner -6-                  | Hannes Pallhuber -3-   | Harald Hudetz -2-       |
| 2007 | Jiri Magal -2-         | (abgesagt)                           | Alban Lakata           | Kamil Mruzek            |
| 2008 | Jonathan Wyatt -3-     | Markus Prantl (verkürzte Strecke)    | Hannes Pallhuber -4-   | Harald Hudetz -3-       |
| 2009 | Jonathan Wyatt -4-     | Markus Prantl -2-                    | Alban Lakata -2-       | Harald Hudetz -4-       |
| 2010 | Jonathan Wyatt -5-     | Paul Guschlbauer                     | Tony Longo             | Harald Hudetz -5-       |
| 2011 | Azarya Weldemariam     | Markus Prantl -3-                    | Kristián Hynek         | Harald Hudetz -6-       |
| 2012 | Azarya Weldemariam -2- | Markus Prantl -4-                    | Kristián Hynek -2-     | Harald Hudetz -7-       |
| 2013 | Petro Mamu             | Paul Guschlbauer -2-                 | Kristián Hynek -3-     | Herwig Natmessnig       |
| 2014 | Petro Mamu -2-         | Paul Guschlbauer -3-                 | Lukas Buchli           | Herwig Natmessnig -2-   |
| 2015 | Petro Mamu -3-         | Markus Prantl -5-                    | Kristián Hynek -4-     | Gerhard Schmid -4-      |
| 2016 | Petro Mamu -4-         | Chrigel Maurer                       | Kristián Hynek -5-     | Lukáš Kubričan          |
| 2017 | Philip Götsch          | Aaron Durogati (verkürzte Strecke)   | Kristián Hynek -6-     | Lukáš Kubričan -2-      |
| 2018 | Joseph Gray            | Aaron Durogati -2-                   | Daniel Geismayr        | Lukáš Kubričan -3-      |
| 2019 | Joseph Gray -2-        | Lukas Rifesser (alternative Strecke) | Daniel Geismayr -2-    | Lukáš Kubričan -4-      |
| 2020 | Francesco Puppi        | Chrigel Maurer -2-                   | Andreas Seewald        | Lukáš Kubričan -5-      |
| 2021 | Rémi Bonnet            | Chrigel Maurer -3-                   | Fabian Rabensteiner    | Martin Unterthurner     |
| 2022 | Patrick Kipngeno       | Chrigel Maurer -4-                   | Andreas Seewald -2-    | Martin Unterthurner -2- |
| 2023 | Patrick Kipngeno -2-   | Aaron Durogati -3-                   | Andreas Seewald -3-    | Martin Unterthurner -3- |
| 2024 | Richard Atuya          | Aaron Durogati -4-                   | Andreas Seewald -4-    | Tim Bremer              |

Somit gibt es 63 verschiedene Dolomitenmänner aus 10 Nationen (Stand September 2024).

### Bisherige Siegerinnen in den Einzeldisziplinen
| Jahr | Berglauf       | Paragleiten          | Mountainbike       | Kanuslalom    |
| ---- | -------------- | -------------------- | ------------------ | ------------- |
| 2023 | Andrea Mayr    | Elisabeth Kofler     | Irina Lützelschwab | Nouria Newman |
| 2024 | Nina Engelhard | Elisabeth Kofler -2- | Karla Löffelmann   | Sophia Schmid |

### Bestenliste Herren
Diese Liste bezieht sich auf die Einzeldisziplinen, nicht auf die Gesamtsiege. In Bezug auf Team-Siege ist Markus Kröll (AUT) mit sieben Siegen Rekordhalter (1997–2002, 2006), obwohl er lediglich 2002 die Einzeldisziplin gewinnen konnte.
| #   | Disziplin | Disziplin | Name             | Siege | Zeitraum  |
| --- | --------- | --------- | ---------------- | ----- | --------- |
| 01. | 1.        |           | Roland Stauder   | 7     | 1996–2005 |
| 01. | 1.        |           | Harald Hudetz    | 7     | 2004–2012 |
| 03. | 2.        |           | Thomas Hilger    | 6     | 1996–2001 |
| 03. | 1.        |           | Wendelin Ortner  | 6     | 1994–2006 |
| 03. | 2.        |           | Kristián Hynek   | 6     | 2011–2017 |
| 06. | 1.        |           | Helmut Schmuck   | 5     | 1992–1998 |
| 06. | 1.        |           | Jonathan Wyatt   | 5     | 2004–2010 |
| 06. | 2.        |           | Markus Prantl    | 5     | 2008–2015 |
| 06. | 3.        |           | Lukáš Kubričan   | 5     | 2016–2020 |
| 10. | 4.        |           | Kurt Pock        | 4     | 1989–1993 |
| 10. | 3.        |           | Hannes Pallhuber | 4     | 2000–2008 |
| 10. | 4.        |           | Gerhard Schmid   | 4     | 2002–2015 |
| 10. | 3.        |           | Petro Mamu       | 4     | 2013–2016 |
| 10. | 3.        |           | Chrigel Maurer   | 4     | 2016–2022 |
| 10. | 3.        |           | Aaron Durogati   | 4     | 2017–2024 |
| 10. | 3.        |           | Andreas Seewald  | 4     | 2020–2024 |

* Stand September 2024

### Bestenliste Damen
Diese Liste bezieht sich auf die Einzeldisziplinen, nicht auf die Gesamtsiege. Da es erst seit 2023 Frauen-Teams zugelassen sind, gibt es hier erst eine Mehrfach-Siegerin.
| #   | Disziplin | Disziplin | Name             | Siege | Zeitraum  |
| --- | --------- | --------- | ---------------- | ----- | --------- |
| 01. | 1.        |           | Elisabeth Kofler | 2     | 2023–2024 |

* Stand September 2024

## Ähnliche Bewerbe
Inzwischen wurden etliche ähnliche Veranstaltungen etabliert, die an den Dolomitenmann anlehnen:
- 2005 wurde in Kapstadt einmalig der Red Bull Cape Town Man ausgetragen, in dem sich Teams in den Sportarten Kitesurfen, Mountainbiken, Berglauf und Paragleiten antraten.
- Red Bull Elements ist ein Staffelbewerb, der an den Dolomitenmann angelehnt ist. Der Bewerb in den Disziplinen Rudern, Traillauf, Paragleiten und Mountainbiken wurde von 2011 bis 2018 jährlich in Annecy ausgetragen.[58][59]
- Rise & Fall wird seit 2012 jährlich im Dezember in Mayrhofen in den Disziplinen Skibergsteigen, Paragleiten, Mountainbiken und Ski- bzw. Snowboard-Abfahrt ausgetragen.

## Bemerkungen
- Bis zum 27. Dolomitenmann, am 6. September 2014, war die Reihenfolge der Bewerbe unterschiedlich: der Paragleiter übergab in Leisach an den Kajaker. Der Wettbewerb wurde vom Mountainbiker beendet. Die Änderung ermöglicht es den Teams den Zieleinlauf gemeinsam zu absolvieren.[60]
- Beim 28. Dolomitenmann, am 12. September 2015, wurde die Übergabe vom Paragleiter zum Mountainbiker von Leisach nach Lienz verlegt, um dem erhöhten Zuschauerandrang gerecht zu werden. Laut Schätzungen der Veranstalter waren ca. 45.000 Zuschauer auf der Strecke dabei.
- Beim 37. Dolomitenmann, am 7. September 2024, wurde die Übergabe vom Mountainbiker zum Kajaker von Leisach nach Ainet (Glanzer Schottergrube) verlegt. Grund dafür war die Hochwasser-Verbauung der Isel, durch die die ursprüngliche Streckenführung nicht mehr möglich war.[55]
- 2015 startete mit Gerald Rosenkranz (AUT) ein Einradfahrer auf der Mountainbike-Etappe.[61]
- Wendelin Ortner (AUT – Paragleiten) ist der einzige Teilnehmer, der bei allen 37 Austragungen am Start war.[62][63]
- Der Paragleit-Bewerb musste bisher dreimal abgesagt werden (1996, 1998 und 2007). Aufgrund einer Regeländerung ist eine weitere Absage nicht mehr vorgesehen. Stattdessen wird entweder auf verkürzter Strecke ausgetragen (2008, 2017 und 2019 - nur zweite Etappe von Moosalm), oder die Athleten müssen zumindest einen Teil laufend bewältigen. Bei Absage eines Bewerbes, bzw. wenn keine physische Übergabe erfolgen kann, wird die nächste Disziplin laut Gundersen-Methode gestartet.
- Wie bei vielen anderen Red Bull Veranstaltungen wird auch hier die Wings for Life Stiftung beworben. Prominente Starter für das Wings for Life Team sind beispielsweise Andreas Goldberger (AUT – Berglauf), Benjamin Karl (AUT – Mountainbike), Marcel Hirscher (AUT – Kanuslalom)[64], Christoph Sumann (AUT – Berglauf) und Dominik Landertinger (AUT – Berglauf).
Weiters starten im Versehrtenteam Wings for Life Heroes allesamt körperlich beeinträchtigte Athleten.[65]
- Petro Mamu (ERI) wurde neben seinen Weltmeister-Titel auch sein fünfter Sieg der Einzelwertung beim 30. Dolomitenmann 2017 nachträglich aberkannt, nachdem ihm Doping nachgewiesen wurde.[45][57]
- Der Wettbewerb wurde nur 1990–1992, 1995 und 2007 von Teams mit ausschließlich einer einzigen Nationalität gewonnen.
- Obwohl beim 36. Dolomitenmann, am 9. September 2023, Frauenteams teilnahmen, gab es keine Ehrung der schnellsten Frauen. Lediglich das schnellste Frauen-Team wurde bei der Siegerehrung erwähnt und erhielt auch kein Preisgeld.[66]